# Edwin Beckenbach
Edwin Beckenbach   (Oak Cliff, 18 de juliol de 1906 - Syracuse i Los Angeles, 5 de setembre de 1982), conegut per col·legues, amics i familiars com Ed Beckenbach, va ser un matemàtic estatunidenc.
Beckenbach va estudiar matemàtiques a la universitat de Rice en la qual es va doctorar el 1931. Els dos cursos següents va tenor una beca nacional de recerca que li va permetre continuar estudis a les universitats de Princeton, Chicago i Ohio State. El 1933 va retornar a Rice per ser professor de matemàtiques. Entre 1940 i 1945 va ser professor successivament a les universitats de Michigan i de Texas (Austin) i el 1945 va ser nomenat finalment professor de la universitat de Califòrnia a Los Angeles (UCLA), on va romandre fins a la seva jubilació el 1974.
Després de la seva tesi doctoral sobre superfícies mínimes, va fer recerca en els anys successius sobre funcions harmòniques, funcions subharmòniques i altres extensions d'aquests temes. A partir de 1960 va escriure extensivament sobre desigualtats i va dirigir les tres primeres conferències sobre el tema que es van fer a l'Institut de Recerca Matemàtica d'Oberwolfach (1976, 1978 i 1981), editant les seves actes juntament amb el matemàtic Richard Bellman.
El 1951 va ser fundador amb František Wolf del Pacific Journal of Mathematics del qual va ser editor principal durant molts anys. Va ser un prolífic escriptor i editor, demostrant un gran coneixement d'un ample ventall de camps de les matemàtiques. Va ser un dels principals impulsors del departament de matemàtiques a UCLA, en la qual va establir el Institut d'Anàlisi Numérica.